# Бингёль, Текин
Текин Бингёль (род. 1 августа 1955) — турецкий политик. Член республиканской народной партии.

## Биография
Родился 1 августа 1955 года в Битлисе. Окончил медицинский факультет университета Хаджеттепе. После окончания университета работал врачом в маленьких поселениях в окрестностях Битлиса, затем занимался занимался частной практикой.
В 2007 году был избран членом Великого национального собрания от республиканской народной партии. После избрания Кемаля Кылычдароглу лидером партии в 2010 году, Бингёль был назначен заместителем генерального секретаря республиканской народной партии.
В августе 2015 года премьер-министр Турции Ахмет Давутоглу предлагал Бингёлю, Эрдогану Топраку, Ильхану Кесиджи и Айше Гюльсун Бильгехан место в правительстве, но они все отказались.

### Личная жизнь
Владеет английским языком, женат, трое детей.